# Кубок Испании по футболу 1966/1967
Кубок Испании по футболу 1966/1967 — 63-й розыгрыш Кубка Испании по футболу, который выиграла «Валенсия». Этот кубок стал четвёртым в истории команды.
Соревнование прошло в период с 23 октября 1966 по 2 июля 1967 года.

## Результаты матчей

### 1/4 финала
| Команда 1       | Итог | Команда 2       | 1-й матч | 2-й матч |
| --------------- | ---- | --------------- | -------- | -------- |
| Атлетико Мадрид | 1:3  | Атлетик Бильбао | 0:2      | 1:1      |
| Валенсия        | 3:1  | Реал Мадрид     | 2:1      | 1:0      |
| Понтеведра      | 2:2  | Кордова         | 1:1      | 1:1      |
| Гранада         | 1:6  | Эльче           | 1:1      | 0:5      |

- Дополнительный матч

| Команда 1  | Счёт | Команда 2 |
| ---------- | ---- | --------- |
| Понтеведра | 0–1  | Кордова   |

### 1/2 финала
| Команда 1 | Итог | Команда 2       | 1-й матч | 2-й матч |
| --------- | ---- | --------------- | -------- | -------- |
| Эльче     | 2:3  | Валенсия        | 2:1      | 0:2      |
| Кордова   | 0:3  | Атлетик Бильбао | 0:1      | 0:2      |

### Финал
| 2 июля, 1967          | \| Валенсия \| 2:1 \| Атлетик Бильбао \| \| Хара 45′ · Пакито 55′ \| Голы \| Аргоитиа 63′ \| | Сантьяго Бернабеу, Мадрид Зрителей: 100 000 |
| Валенсия              | 2:1                                                                                          | Атлетик Бильбао                             |
| Хара 45′ · Пакито 55′ | Голы                                                                                         | Аргоитиа 63′                                |